# Walther Bronsart von Schellendorff

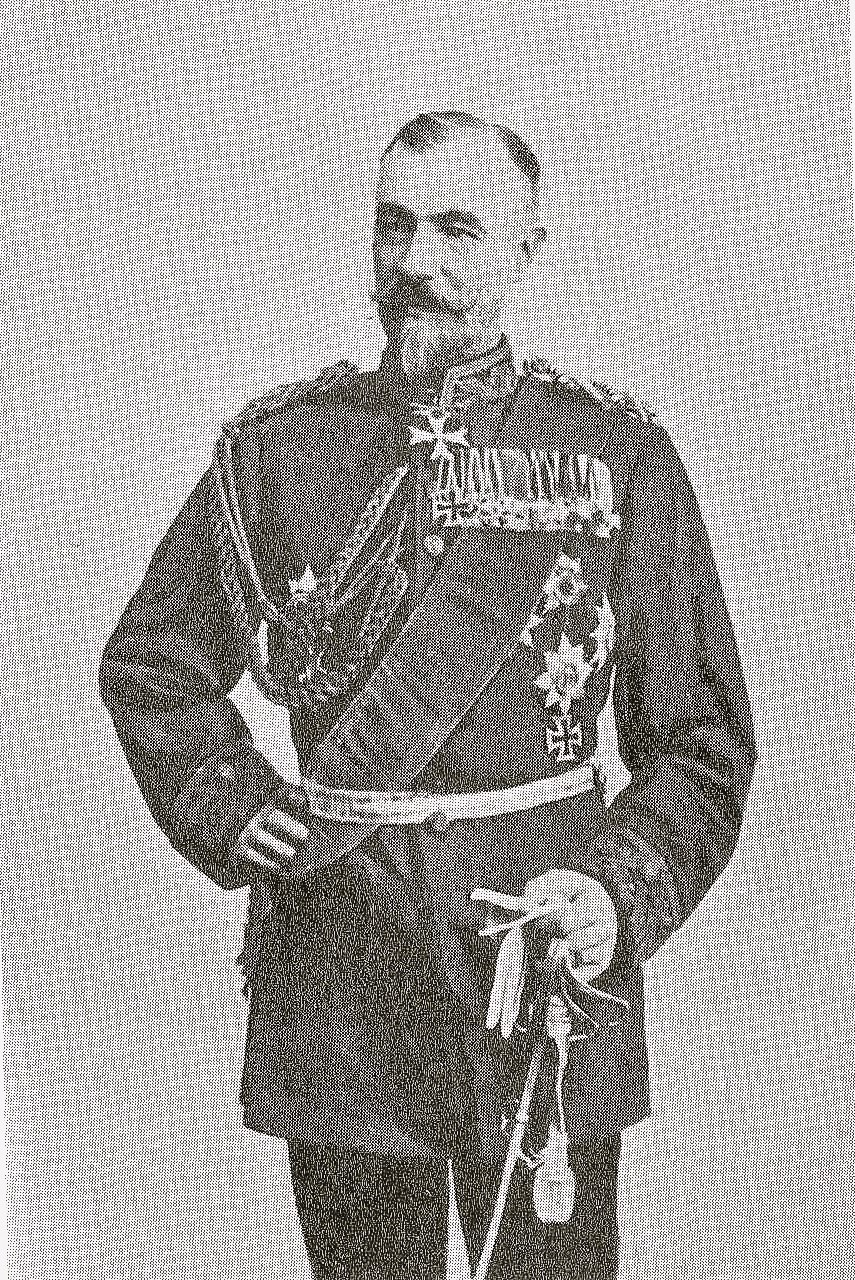
General e ministro da guerra
Walther Bronsart von Schellendorff

Walther Bronsart von Schellendorff (Danzigue, 21 de dezembro de 1833 — 13 de dezembro de 1914) foi um general-de-infantaria prussiano, ministro de estado e ministro da guerra, irmão de Paul Bronsart von Schellendorff.

## Honrarias
- Cruz de Ferro
- Ordem da Águia Negra